# Georges Ier de Dioclée
Pour les articles homonymes, voir Georges Ier.
Georges Ier de Dioclée ou Đorđe Vojislavljević (floruit 1113–1131) est roi de Dioclée, de 1113 à 1118 puis de nouveau de 1125 à 1131. Il est le fils de Constantin Bodin, de la dynastie des Vojislavljević.

## Biographie
Après la mort de son père et l'expulsion du trône de son frère Mihailo II Georges et sa mère reine, Jaquinta, s'oppose à son cousin
Vladimir, et à l'influence de la Rascie sur la Dioclée. Jaquinta et Georges finissent par empoisonner Vladimir en 1118 et Georges est couronné roi de Dioclée à cette époque. Parvenu à la royauté il s’emploie à éliminer ses nombreux parents candidats au trône. Il emprisonne les fils du knèze Branislav, qui s'était enfui à Dyrrhachium, où leur oncle, Gojislav, s'était établi. Avec l'aide de l'Empire byzantin les Branislavljevići, attaquent la Dioclée
À cette nouvelle, Georges est contraint de se retirer dans son château d'Obliquus, sur le Taraboš. Pendant ce temps les Byzantins conquièrent Scutari et ensuite le reste de la Dioclée. Jaquinta est capturée à Kotor et emprisonnée à Constantinople où elle meurt. Vaincu Georges s'enfuit en Rascie, mettant ainsi un terme à son premier règne pendant que les Byzantins investissent Grubeša, le fils de Branislav comme roi de Dioclée.
Plusieurs années plus tard, en 1125, George, avec l'aide des armées de la Rascie, attaque la Dioclée. Lors d'un combat qui s'ensuit à Bar, Grubeša est tué et Georges retrouve son trône. Georges Ier décide de partager la souveraineté sur la Dioclée avec les deux frères de Grubeša; Draghina et Dragila, avec lesquels il établit des relations pacifiques. Sur le conseil de Dragila, Georges décide d'envahir la Rascie qu'il occupe. Enhardi par cette victoire il décide ensuite de recouvrer le plein contrôle de la Dioclée et de liquider tous ses parents qui s'opposent à lui. Il capture Michel, le fils de Vladimir et Dragila et les emprisonne tous deux. Draghina, d'autre part réussit à s’échapper avec ses neveux à Durrës, où il se place sous la protection byzantine. Ils sont rejoints par le frère de Draghina, Gradinja qui s'était établi en Zachlumie à cette époque.
Les Byzantins et les parents de Georges, entrent en guerre contre la Dioclée dont les forces byzantines occupent tout le territoire
de Bar à Podgorica. Toutefois les armées byzantines arrêtent leur offensive car leur commandant est convoqué à Constantinople. Georges met à profit cet avantage et tente de prendre sans succès Obliquus, où ses parents se sont retranchés. Une nouvelle offensive byzantine appuyée cette fois par les armées de Rascie est lancée. Face à l'armée de Byzance, Georges et ses forces se retirent dans la forteresse d'Oblon. Toutefois sa troupe se révolte et Oblon est prise. Georges est capturé et envoyé à Constantinople, où il est emprisonné et meurt après 1135. Gradinja est couronné roi de Dioclée par les Byzantins en 1131. L'unité serbe est rompue du fait de la séparation de la Dioclée et de la Rascie qui devient la principale force d'opposition à l'Empire Byzantin et dont le Zupan Uroš Ier Vukanović se rapproche du royaume de Hongrie après le mariage de sa fille Hélène de Rascie avec le roi Béla II de Hongrie

## Articles liés
- Vojislavljević
- Dioclée
- Constantin Bodin